# Kuan Hua Lai

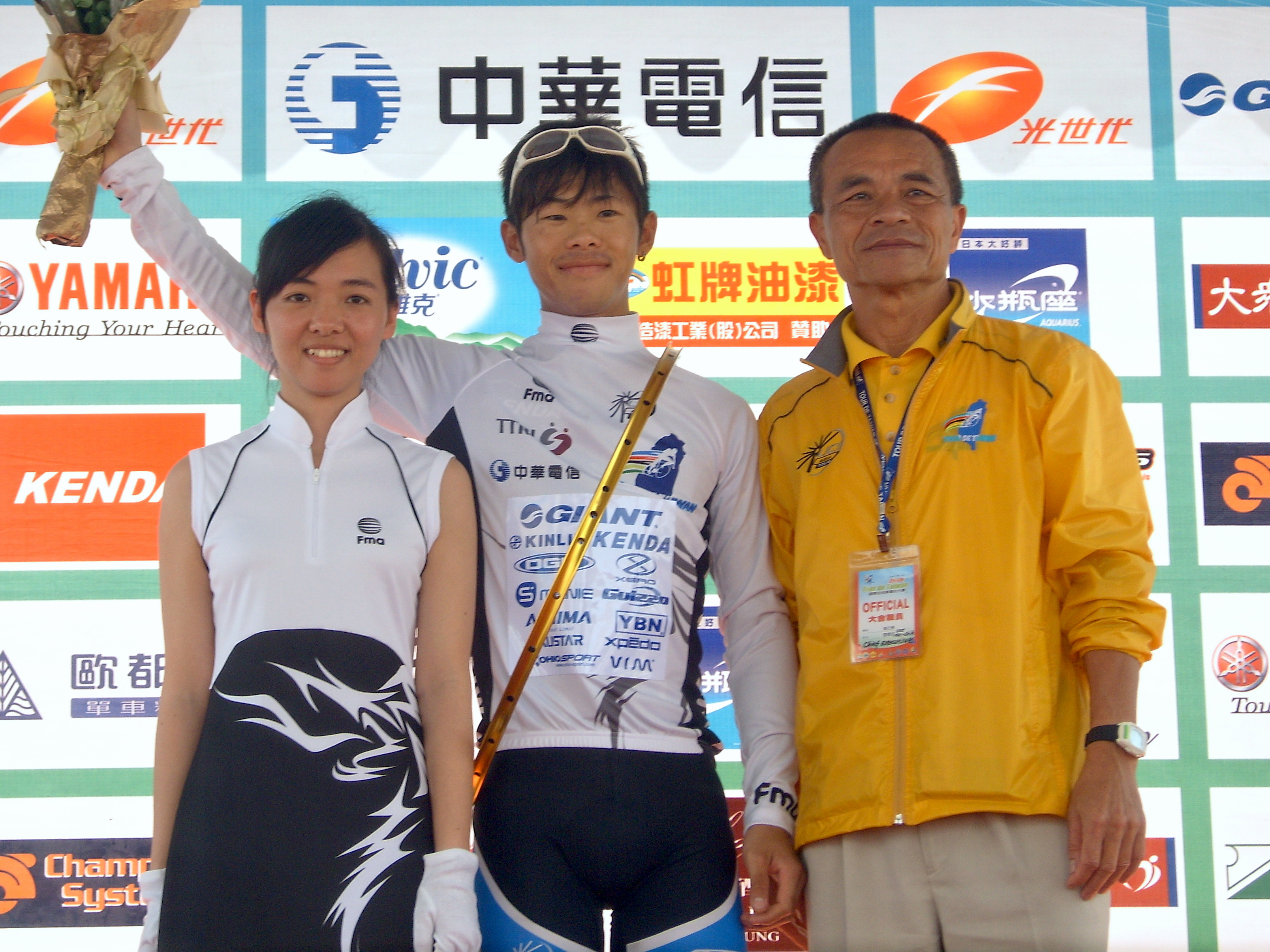
Kuan Hua Lai (midden) na zijn overwinning in de Tour van Taiwan, 2008

Kuan Hua Lai (Vereenvoudigd Chinees: 赖冠华; Traditioneel Chinees: 賴冠華; pinyin: Guànhuá Lài; Yuanlin, 25 april 1989) is een Taiwanees wielrenner die van 2002 tot en met 2010 reed voor Giant Asia Racing Team. 

## Overwinningen
2007
7e etappe Jelajah Malaysia